# А у вас негрів лінчують
«А у вас негрів лінчують» — крилатий вислів, використовуваний у радянській пропаганді для позначення застосування, зазвичай, в політиці, риторичного прийому, відомого як Tu quoque («Сам такий») або Ad hominem.
В буквальному сенсі ця фраза стосується лінчування у США і має на увазі, що насильство, якого нібито зазнають темношкірі, гірше, ніж будь-які недоліки, поставлені в провину соціалістичному ладу.
У загальному значенні фраза позначає будь-яку ситуацію, коли хтось у відповідь на критичні зауваження на свою адресу вказує на набагато більш серйозні, на його думку, недоліки того, хто критикує, замість того, щоб відповідати безпосередньо на саму критику.
Використання цієї фрази походить від радянського анекдоту хрущовських часів про розмову між американцем і росіянином. Є кілька версій цього анекдоту, і всі вони стосуються актів насильства проти афроамериканців, про які повідомляли ЗМІ за часів американського руху за громадянські права 1955—1968. В одній з версій «Голос Америки» запитує у Вірменського радіо: «А правда, що зарплата радянського інженера 120 рублів?», на що Вірменське радіо після триденної паузи відповідає: «А у вас негрів лінчують».